# Frederic George Stephens
Frederic George Stephens (ur. 1827 lub 1828 w Londynie, zm. 9 marca 1907 tamże) – brytyjski krytyk i historyk sztuki, jeden z siedmiu członków Bractwa Prerafaelitów.
W 1844 roku zapisał się do Royal Academy of Arts, gdzie spotkał Johna Everetta Millais'go i Williama Holmana Hunta. Cztery lata później dołączył do Bractwa Prerafaelitów, którego pozostałym członkom często pozował. W 1850 roku rzucił malarstwo i zniszczył prawie wszystkie swoje obrazy (zachował się jeden szkic i trzy obrazy, wszystkie w muzeum Tate Britain).
Po zakończeniu kariery malarskiej został kolekcjonerem i krytykiem sztuki. Jego artykuły ukazywały się w wielu czasopismach, m.in. „Athenaeum” i „The Germ”. Pozostawał pod wielkim wpływem Dantego Gabriela Rossettiego, który czasami publikował nawet recenzje swoich obrazów pod nazwiskiem Stephensa. Po śmiercu Rossettiego w 1882 roku Stephens opuścił Bractwo Prerafaelitów i skupił się na pisaniu o historii sztuki. Do końca życia promował malarstwo prerafaelickie, nie doceniając nowych prądów w sztuce, między innymi impresjonizmu.
Stephens był, wraz ze swoim współczesnym, J.B. Atkinsonem, pierwszym angielskim pisarzem, który utrzymywał się z pisania o sztuce.
Był między innymi autorem następujących monografii:
- 1865: Normandy: Its Gothic Architecture & History
- 1875: Flemish and French Pictures with Notes Concerning the Painters & Their Works
- 1891: A Memoir of George Cruikshank
- 1895: Lawrence Alma-Tadema: A Sketch Of His Life & Work